# Xibër
Xibër is na de gemeentelijke herinrichting van 2015 een deelgemeente (njësitë administrative përbërëse) van de Albanese stad (bashkia) Klos, dat valt onder de prefectuur Dibër. Xibër heeft 2700 inwoners en ligt ten zuidwesten van de stad Klos.

## Kernen
De deelgemeente bestaat uit de volgende kernen (fshatra):
- Xibër-Murriz
- Petralbë
- Shkallë
- Xibër-Hane
- Gur i Bardhë
- Ketë.